# Louis A. Johnson
Louis Arthur Johnson, född 10 januari 1891 i Roanoke, Virginia, död 24 april 1966 i Washington, D.C., var en amerikansk advokat och demokratisk politiker. Han var USA:s försvarsminister från 1949 till 1950.

## Biografi
Johnson studerade juridik vid University of Virginia och erhöll där examen. Han inledde sin karriär som advokat i Clarksburg, West Virginia. Hansbyrå Steptoe and Johnson öppnade senare filialer i Charleston, West Virginia och i Washington, D.C. Sin politiska karriär inledde han 1916 i West Virginias lagstiftande församling. Han ledde justitieutskottet i den lägre kammaren, delegathuset. Johnson deltog i första världskriget som överstelöjtnant i USA:s armé.
Han var biträdande krigsminister 1937-1940. Han var en anhängare av militär upprustning och hamnade ofta i konflikt med den isolationistiskt sinnade krigsministern Harry Hines Woodring. Efter Frankrikes fall 1940 sparkade president Franklin D. Roosevelt både Woodring och Johnson.
I 1948 års presidentvalskampanj samlade Johnson effektivt pengar till Harry S. Trumans kampanjkassa. Han tjänstgjorde som USA:s försvarsminister under president Truman 1949–1950.
Representanthusets försvarsutskott inledde en undersökning av försvarsministerns ämbetsutövning. USA:s flotta var speciellt missnöjd med flygplanet Convair B-36 i USA:s flygvapen och dess möjligheter att penetrera Sovjetunionens luftrum. Även om missnöjet var koncentrerat kring B-36 och Johnson och flygvapenminister Stuart Symington, var en djupare anledning till amiralernas oro Johnsons mål att minska flottans resurser. Representanthusets undersökning förkastade flottans anklagelser, benämnda som amiralernas revolt, mot Johnson och Symington som grundlösa.
Medan Johnsons sparåtgärder hade varit i linje med president Trumans politik, var det han som fick bära skulden för misslyckandena i Koreakriget. Johnson avgick i september 1950 på Trumans begäran. Han fortsatte sin karriär inom juridiken till slutet av sitt liv.